# کادیلاک ای‌تی‌اس
کادیلاک ای‌تی‌اس (به انگلیسی: Cadillac ATS) یکی از مدل‌های خودروی لوکس کمپانی آمریکایی کادیلاک است.

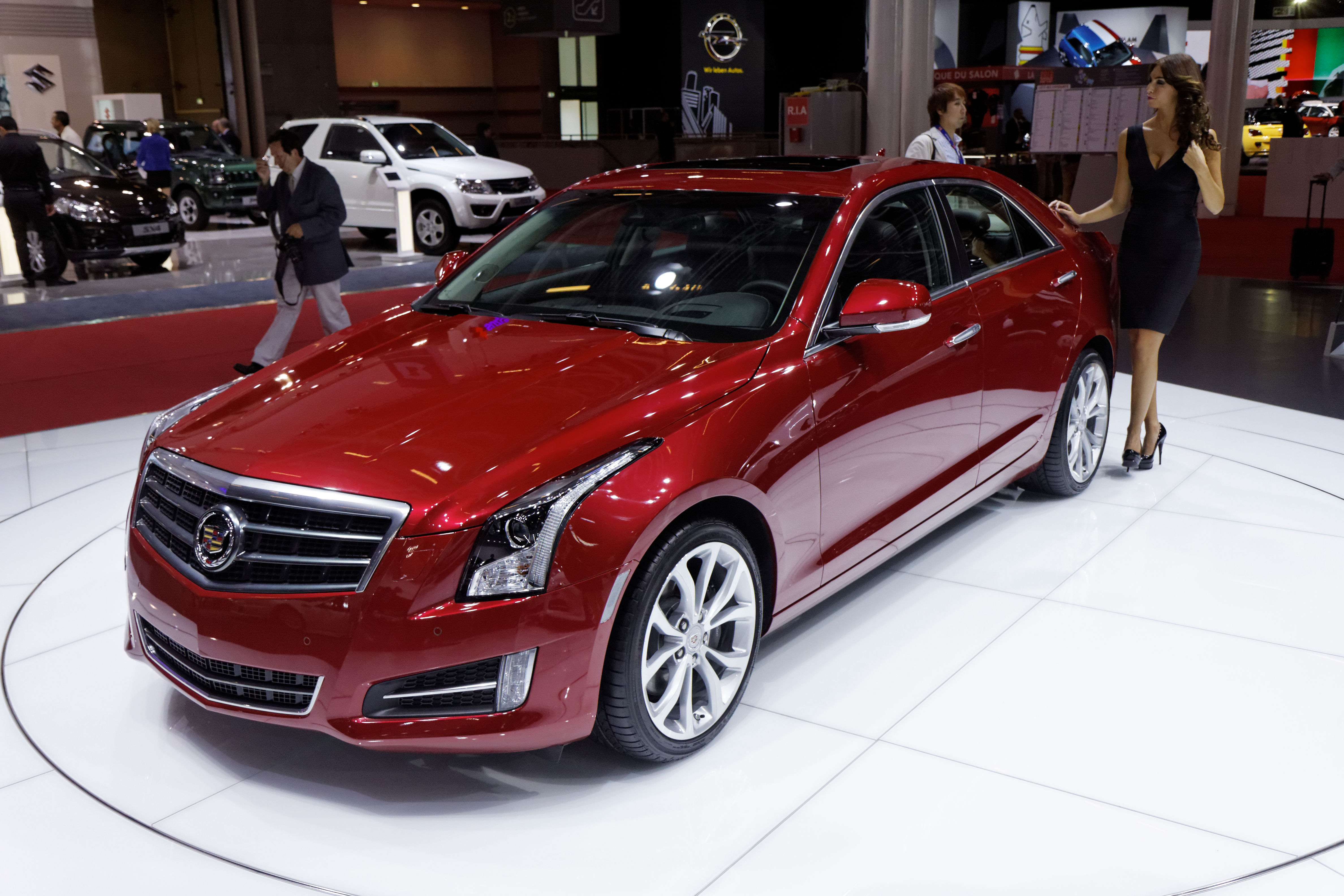
کادیلاک ای‌تی‌اس، نمایشگاه جهانی پاریس، مدل ۲۰۱۲